# Basilique de Damous El Karita
Vous lisez un « bon article » labellisé en 2011.
Pour les articles homonymes, voir Damous (homonymie).

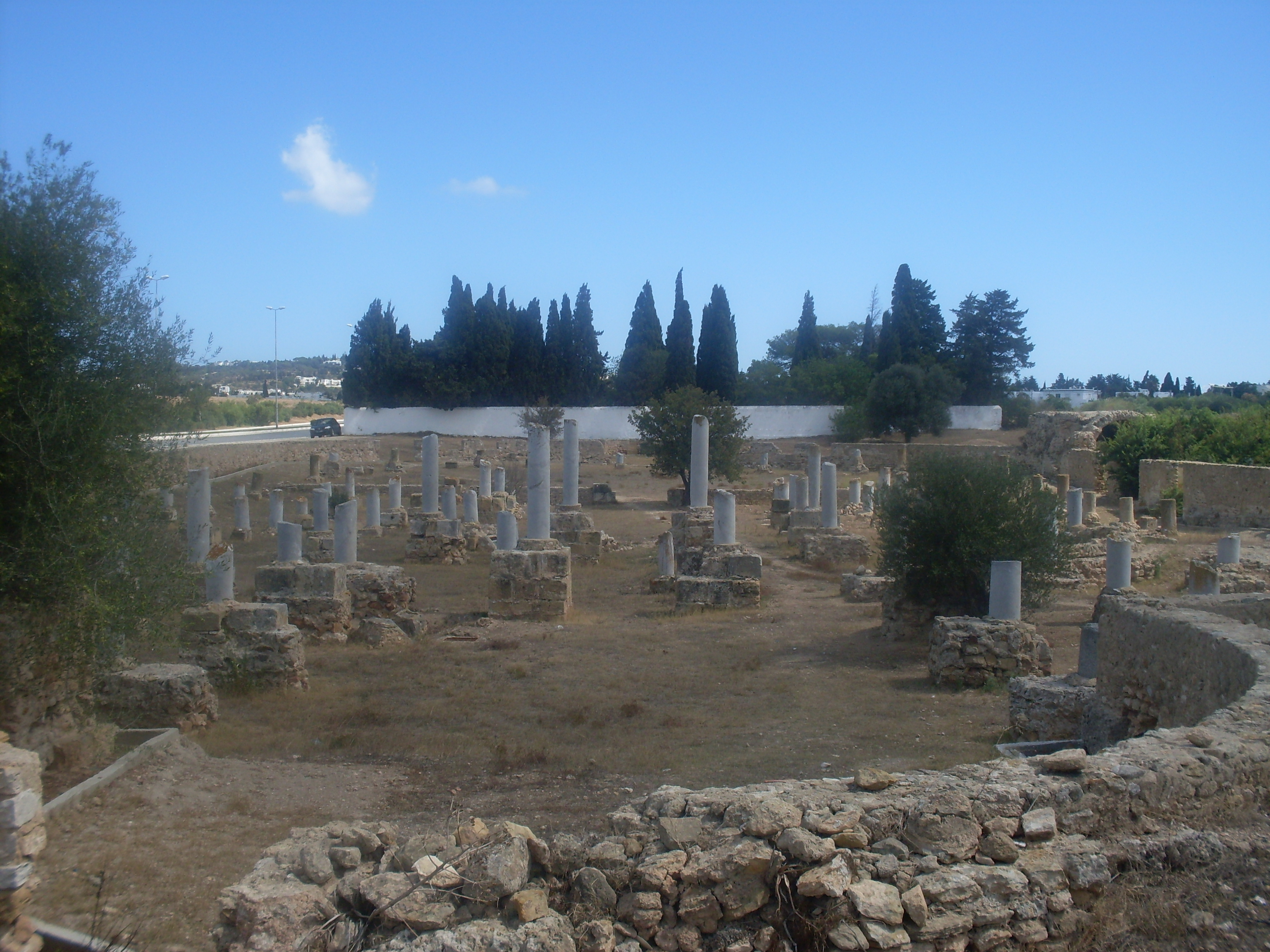
Basilique de Damous El Karita vue de l'ouest.

Localisation de la basilique (no 4) et de la rotonde (no 5) sur le plan général du site archéologique de Carthage.

La basilique de Damous El Karita est une basilique chrétienne tunisienne en ruines datant de l'Antiquité tardive et de l'époque byzantine. Elle est située sur le plateau de l'odéon au sein du site archéologique de Carthage.
Complexe architectural chrétien le plus important connu au sein de la capitale de l'Afrique proconsulaire, il est selon Noël Duval à la fois l'un des « plus célèbres monuments paléochrétiens » mais aussi l'un des « plus maltraités et mal connus ». Le complexe architectural a en effet constitué l'un des ensembles cultuels chrétiens les plus importants de l'Afrique du Nord de l'Antiquité tardive et alto-médiévale. Outre deux églises, l'ensemble a comporté au moins un martyrium, des hypogées et une rotonde souterraine à l'interprétation complexe et qui fait l'objet de débats.
Il s'agit du premier monument chrétien découvert à Carthage mais l'ensemble a été fouillé « incomplètement [et] dans des conditions désastreuses » selon Noël Duval. Si la construction est dégagée à la fin du XIXe siècle et au début du XXe siècle par le père Alfred Louis Delattre, la fouille du complexe n'a jamais été achevée ; des études partielles ont encore eu lieu à la fin des années 1990 sur la rotonde par une équipe tuniso-autrichienne sous la direction d'Heimo Dolenz.
L'importance du complexe a fait dire aux spécialistes que le lieu était non seulement un centre funéraire mais aussi un lieu de pèlerinage majeur lié à des cultes de saints inhumés en ce lieu et aussi de fêtes religieuses importantes.
L'identification de la basilique est complexe mais, à la suite des derniers travaux, certains auteurs en acceptent l'identification avec une basilique connue par les sources littéraires comme la basilica Fausti.

## Étymologie
On suppose que le nom actuel provient d'une déformation du latin domus caritatis ou « maison de la charité ».

## Histoire

### Histoire antique
La communauté chrétienne à Carthage est développée dès le IIIe siècle selon les sources littéraires, dont Tertullien et saint Cyprien, et les lieux de culte identifiés sont très souvent datables du IVe siècle même s'ils ne sont pas connus à ce stade précoce. La cité de Carthage semble avoir été organisée selon Noël Duval en régions ecclésiastiques, un archidiacre gérant pour le compte et sous l'autorité de l'évêque chacune de ces régions. Chacune possède un vaste ensemble avec baptistère et annexes. L'organisation en régions à Carthage est copiée sur l'organisation de l'Église à Rome qui avait mis en place sept régions ecclésiastiques dès le milieu du IIIe siècle. Six régions sont connues à ce jour. Azedine Beschaouch évoque quant à lui sept régions pour la métropole africaine.

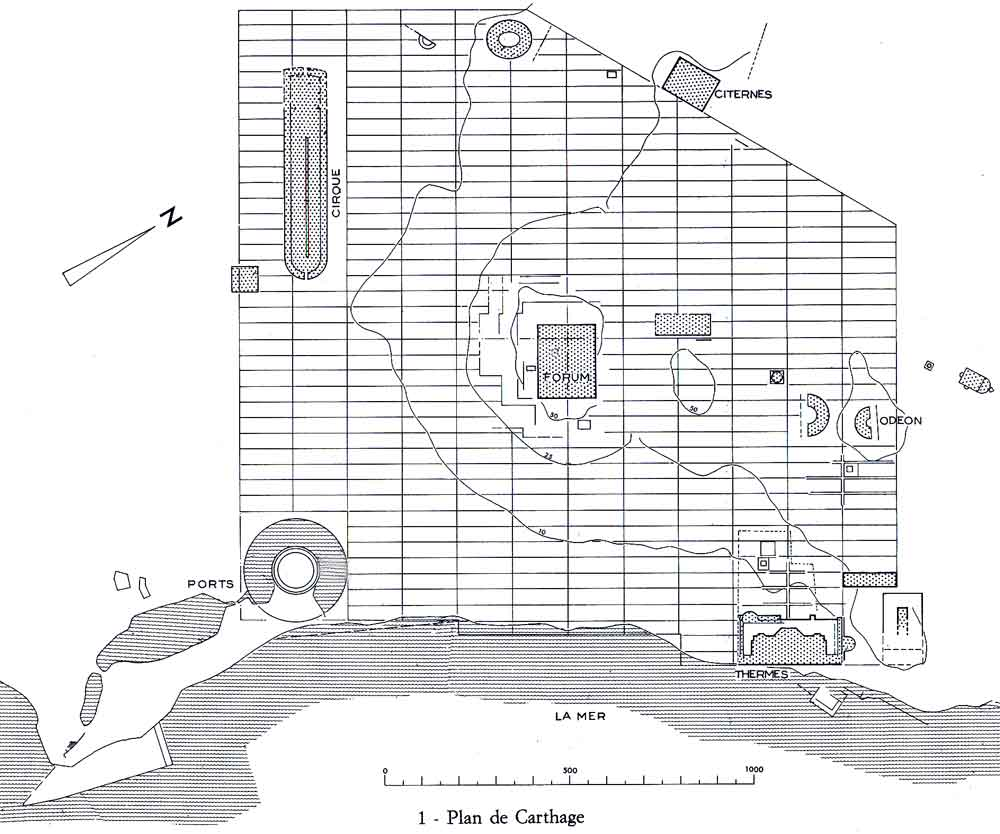
Plan de la Carthage romaine avec les principaux monuments localisés : le complexe de la basilique et de la rotonde de Damous El Karita est situé hors du quadrillage, à droite.

Les premières traces archéologiques de la présence chrétienne à Carthage remontent au IIIe siècle, les tombes et les vestiges matériels devenant nombreux vers 390-420. Les cimetières chrétiens dits areae sont datés de la fin du IIe et du début du IIIe siècle ; une dévotion s'installe sur les lieux du fait de la présence supposée de reliques de martyrs. Les sources littéraires évoquent aussi des églises ayant accueilli des conciles ou Augustin d'Hippone à partir de la fin du IVe siècle. Une trentaine de constructions liées au culte chrétien ont été retrouvées depuis les débuts de l'archéologie carthaginoise.
L'identification des lieux de culte connus pose certains problèmes. La cathédrale de Carthage n'est pas connue et Damous El Karita n'est pas celle-ci même si, selon Duval, c'est « certainement le sanctuaire le plus vénéré au milieu du principal cimetière chrétien ». Marc Griesheimer, à la suite des travaux d'Heimo Dolenz de 1996-1997, du fait de la présence d'un baptistère et de sa localisation, propose de l'identifier à une basilica Fausti citée par des textes littéraires dont l'Histoire de la persécution des Vandales (Historia persecutionis Wandalorum) de Victor de Vite et ayant joué un rôle dans l'histoire ecclésiastique de Carthage : elle est le siège d'un concile à deux reprises (419 et 421) et d'une réunion d'évêques en 418. Du fait de sa taille, elle aurait servi à l'évêque Deogratias de Carthage pour accueillir avec une autre basilique suburbaine de Carthage, la basilica novarum, des prisonniers capturés lors du sac de Rome par Genséric,. En 535, l'évêque de Carthage Reparatus convoque un concile qui réunit 217 évêques dans la basilica Fausti pour s'occuper de la réorganisation de l'Église d'Afrique.
Les premiers fouilleurs retrouvent sous le trifolium un columbarium antérieur, contenant encore des urnes, mais également des citernes d'époque romaine. Des fragments de marbres d'époque païenne ont également été identifiés par Delattre, en particulier des épitaphes.

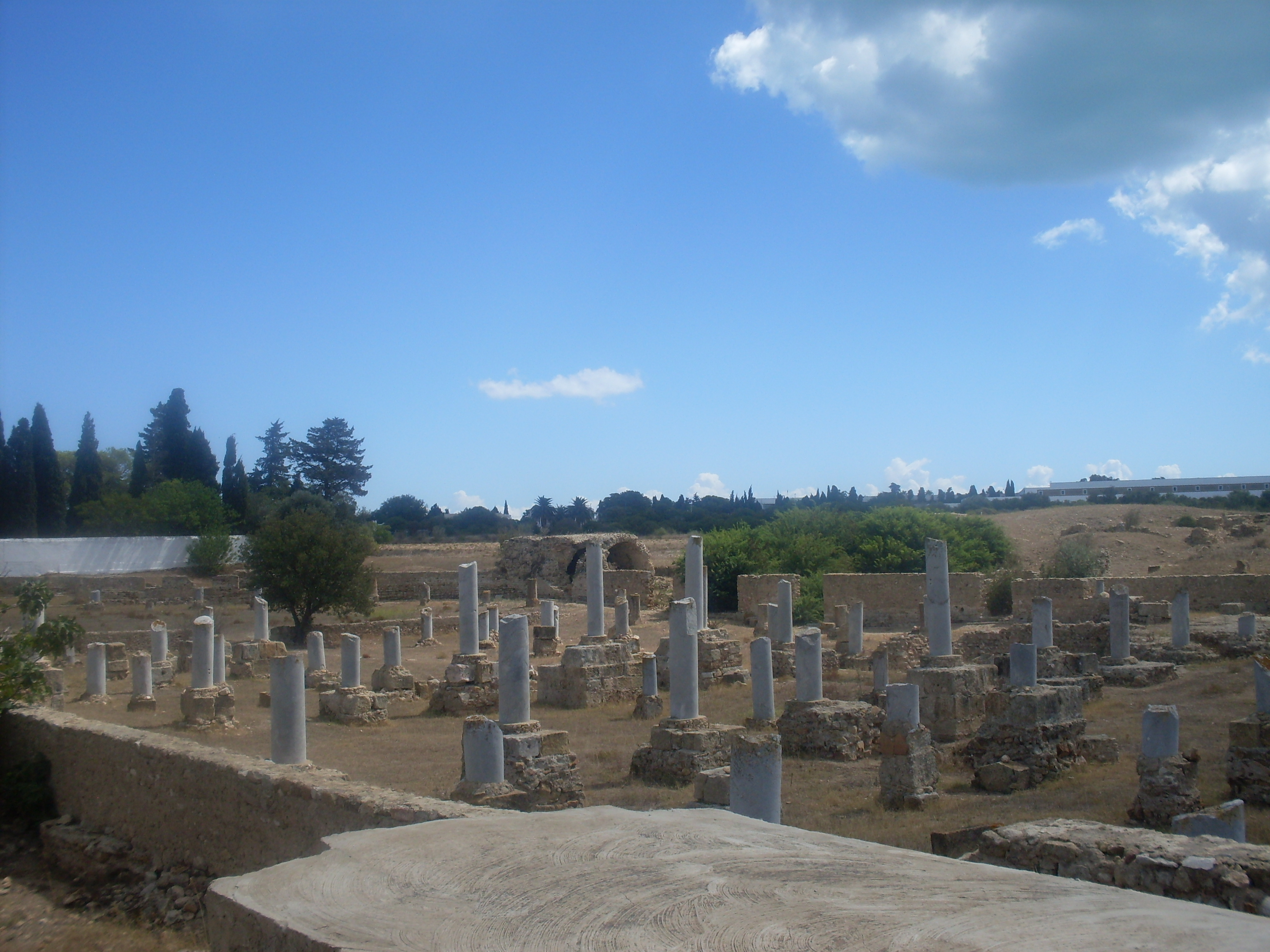
Vue générale de la basilique.

Le complexe basilical est situé à proximité de l'une des portes de la muraille antique, plus précisément à 150 mètres du mur de Théodose bâti en 425, et sur le bord septentrional de la colline de l'odéon.
Les documents anciens ont permis d'identifier les diverses phases du bâtiment, dont le premier état semble dater de la fin du IVe siècle. Les éléments architecturaux et les sculptures retrouvés lors des diverses campagnes de fouilles ne sont pas antérieurs au Ve siècle selon Noël Duval et témoigneraient d'un état tardif de l'édifice. Le complexe a changé de taille à plusieurs reprises, agrandi puis rétréci pour des raisons que l'on ignore. L'apogée de la construction semble avoir été le VIe siècle même si le complexe semble avoir eu une histoire difficile à appréhender. Noël Duval propose trois étapes dans l'évolution de la construction : dans un premier temps la construction aurait été orientée sud-est (abside) - nord-est (porche). La grande église aurait été bâtie à la suite d'un changement d'axe avant que la construction tardive ne reprenne l'orientation originelle. Le même auteur n'exclut pas une interprétation différente, dans laquelle la construction aurait eu une abside latérale comme rencontré sur d'autres sites archéologiques comme Makthar.

### Redécouverte du site

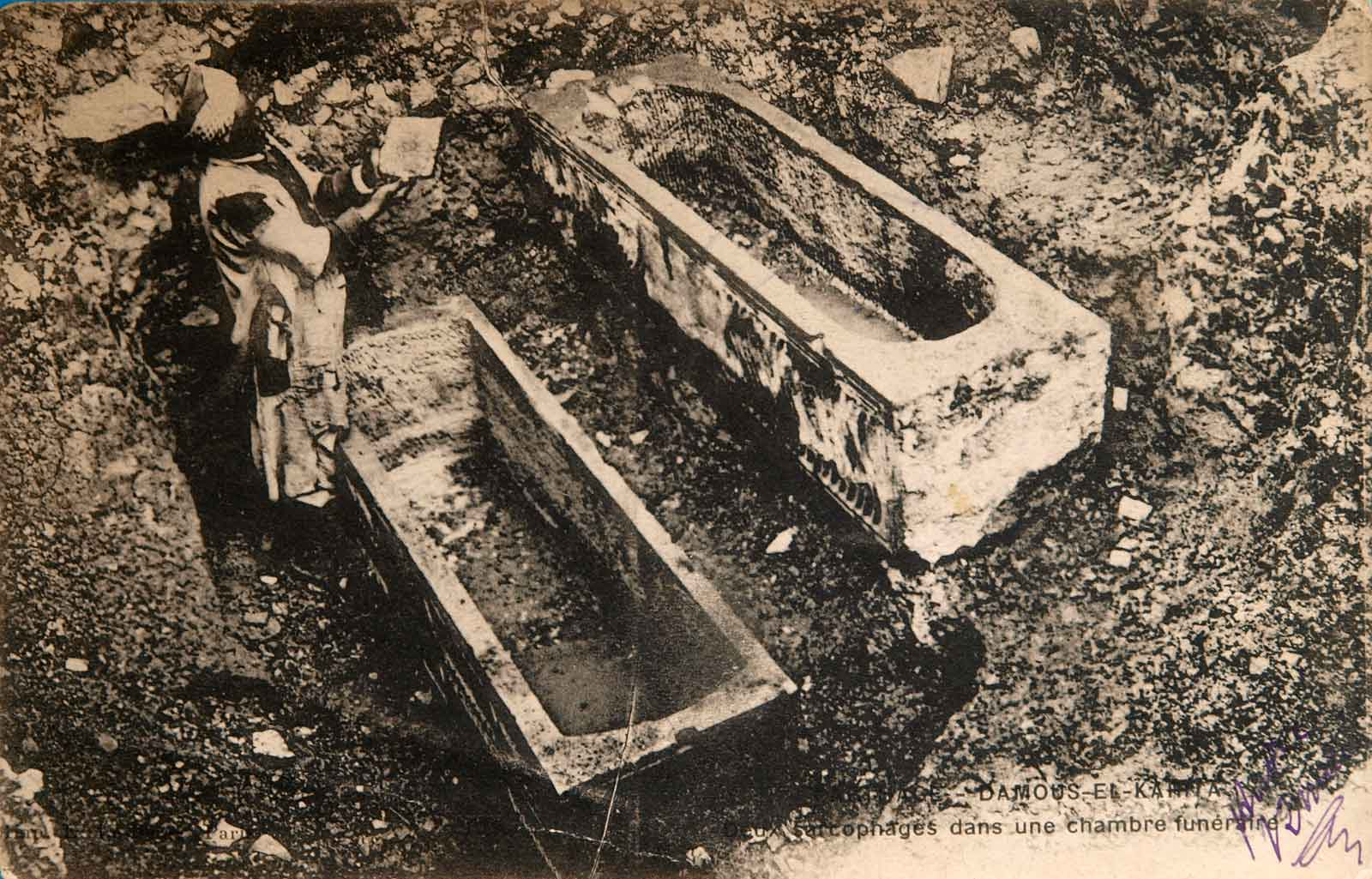
Redécouverte de sarcophages lors des fouilles menées par Alfred Louis Delattre.

La basilique est découverte en 1878 par le père Alfred Louis Delattre, l'un des pionniers de l'archéologie carthaginoise. Cette découverte suscite la mise en place d'une mission archéologique permanente à Carthage sur demande du cardinal Lavigerie. Les fouilles sont cependant conduites de manière saccadée pour des raisons budgétaires.
Les premières fouilles font l'objet de rapports brefs, conformes aux méthodes archéologiques du temps, et la stratigraphie n'est que peu explicitée. L'objectif essentiel est alors de récupérer des inscriptions funéraires chrétiennes dont les fragments retrouvés se comptent par milliers : le décompte fait dès 1892 évoque 14 000 fragments.
Les épitaphes sont rarement intactes même si certaines ont pu être restituées. Delattre évoque en 1911 des inscriptions dont l'une évoque un évêque, une autre un prêtre, d'autres des religieuses et la plupart relatives à des fidèles du lieu.
Encore en 1897, une partie des ruines est exploitée comme carrière de matériaux. L'un des hypogées retrouvés est reproduit lors de l'exposition universelle de Paris de 1900.
Plusieurs centaines de fragments de bas-reliefs, principalement issus de sarcophages et de dalles funéraires, sont évoqués par Delattre avec une iconographie très riche. Il évoque ainsi une Annonciation retrouvée en 1889 et ayant appartenu à des bas-reliefs décoratifs. Il signale aussi que les dalles funéraires les plus importantes mesurent deux mètres sur soixante centimètres et sont réalisées dans une pierre locale. Il évoque enfin un beau cadran solaire concave avec le monogramme au centre. Parmi les bas-reliefs dégagés, certains sont en multiples fragments et d'autres figurent des personnages mutilés intentionnellement selon Delattre. Deux reliefs de l'« adoration des bergers et des mages » retrouvés dans les fouilles figurent parmi les plus beaux fleurons de la sculpture paléochrétienne connue.

### Fouilles auXXesiècle

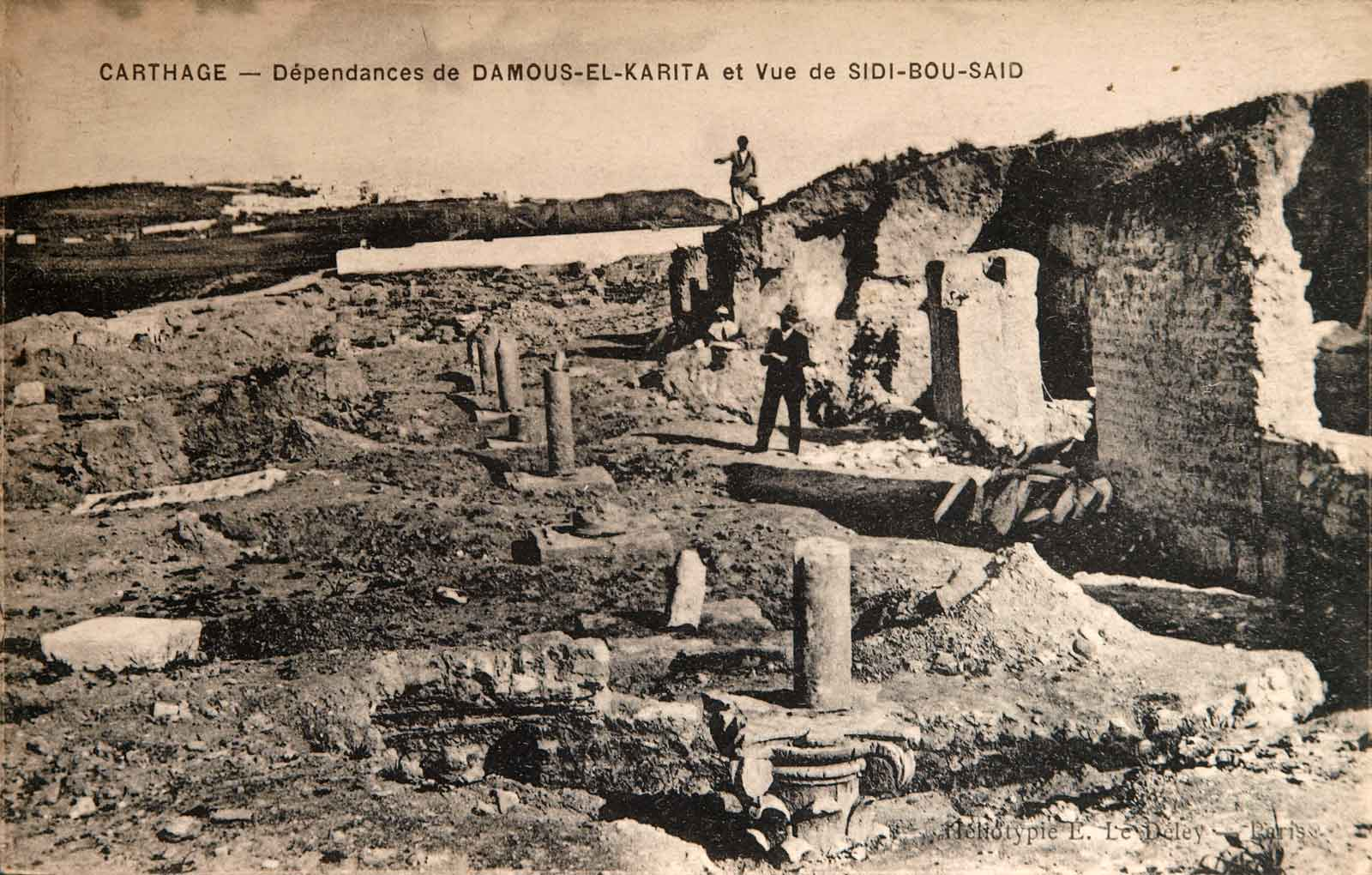
Carte postale ancienne lors des fouilles des cellæ en 1911.

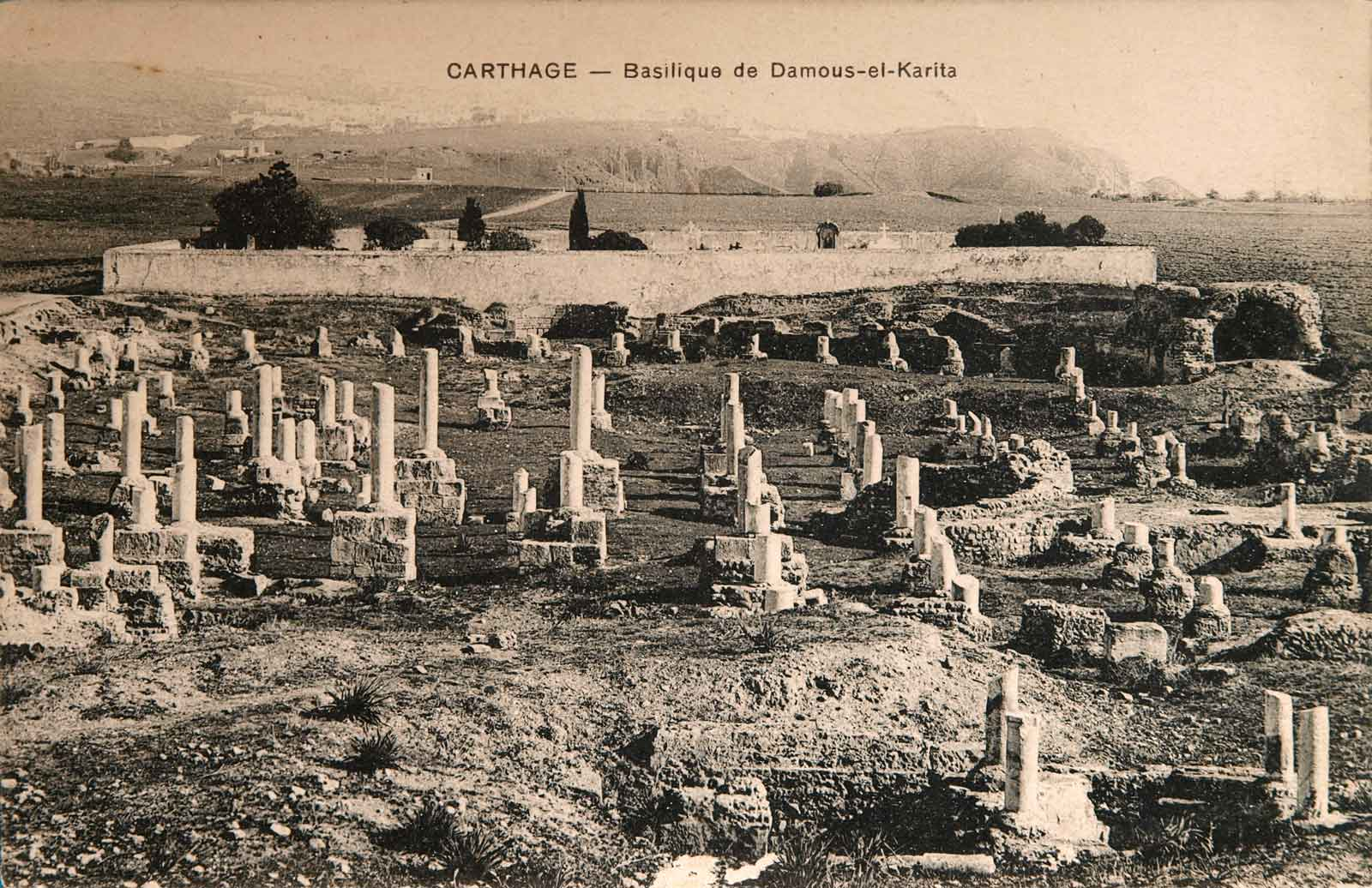
Basilique sur une carte postale ancienne, vue vers le cimetière catholique.

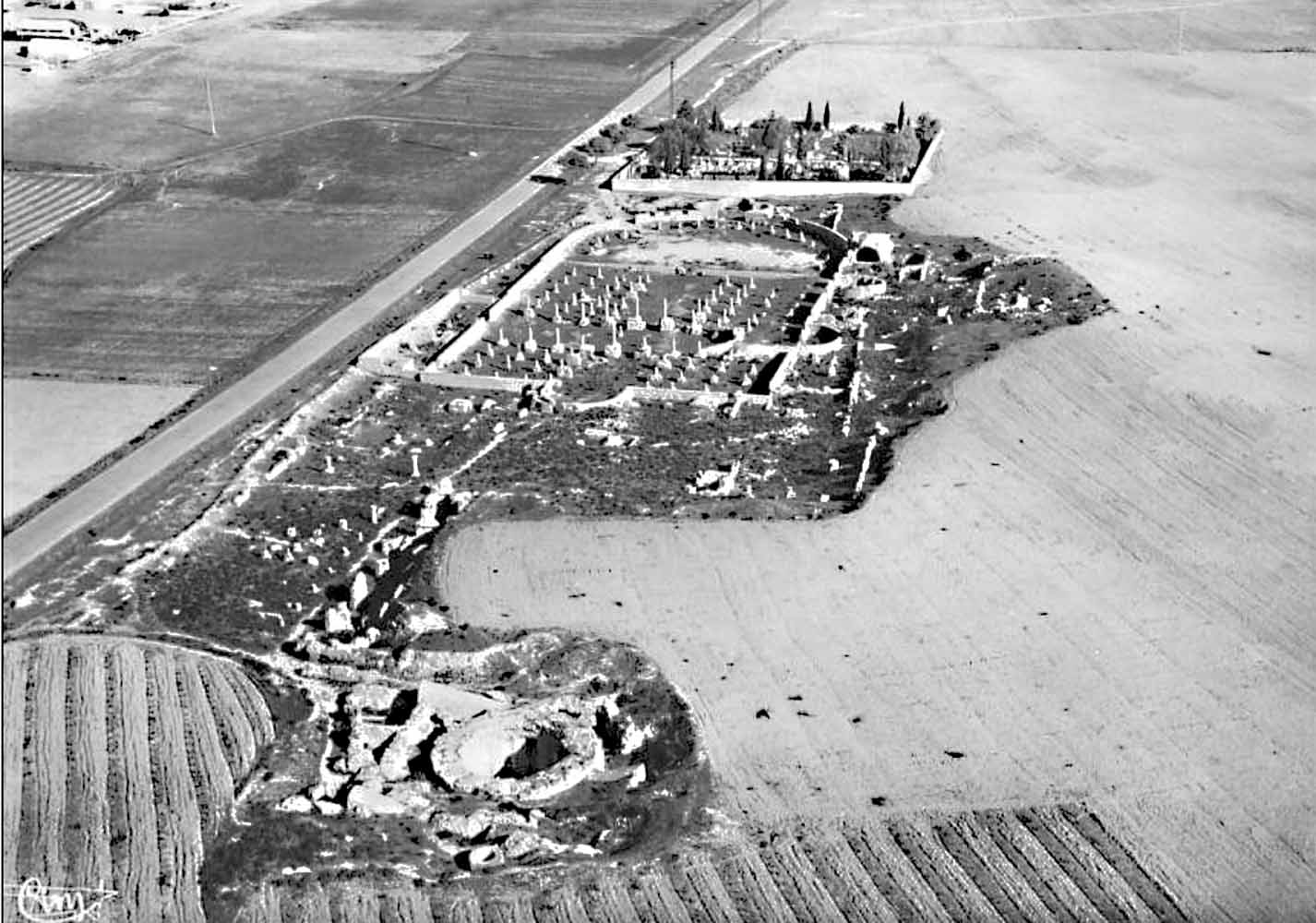
Complexe vu d'avion vers 1950.

Une partie des dépendances est dégagée en 1911, en particulier la zone entre la basilique et la rotonde qui est dégagée pour sa part en 1912 à la suite de la découverte de nombreux fragments de chapiteaux et de chancels. Le dégagement de la rotonde s'effectue à partir de la coupole.
Parmi les découvertes de 1911, Delattre évoque la possibilité qu'il y ait une autre basilique rectangulaire divisée en trois nefs. Lors des fouilles de l'hypogée à arcosolia, il retrouve des vestiges de bas-reliefs, des lampes à huile à motifs chrétiens, des vases en verre ainsi qu'une main bénissant. La préservation est à l'ordre du jour car une porte est placée sur cet élément et les escaliers en sont consolidés.
Un cimetière catholique a été placé au nord-est du bâtiment pour abriter les sépultures des pères blancs.
Le site a été très intensément fouillé jusqu'au sol vierge et a de plus fait l'objet de « restaurations » intempestives effectuées pour le congrès eucharistique de 1930 ; celles-ci sont semblables à celles effectuées sur la basilique de Saint-Cyprien située sur la colline dite de Sainte Monique.
Dans les années 1960, Alexandre Lézine étudie en particulier la rotonde de la basilique. En 1973-1974, dans le cadre de la campagne internationale de l'Unesco « Pour sauver Carthage », la rotonde de Damous El Karita fait l'objet d'une étude de la part d'une équipe bulgare menée par Stephen Boyadjiev. Les équipes proposent alors des restitutions de cette partie du complexe.
En 1996-1997, des annexes de la basilique sont étudiées par une équipe tuniso-autrichienne et par Heimo Dolenz. La fouille du complexe reste incomplète et les conclusions du père Delattre sur l'évolution du bâtiment sont écartées par Noël Duval.

## Vestiges

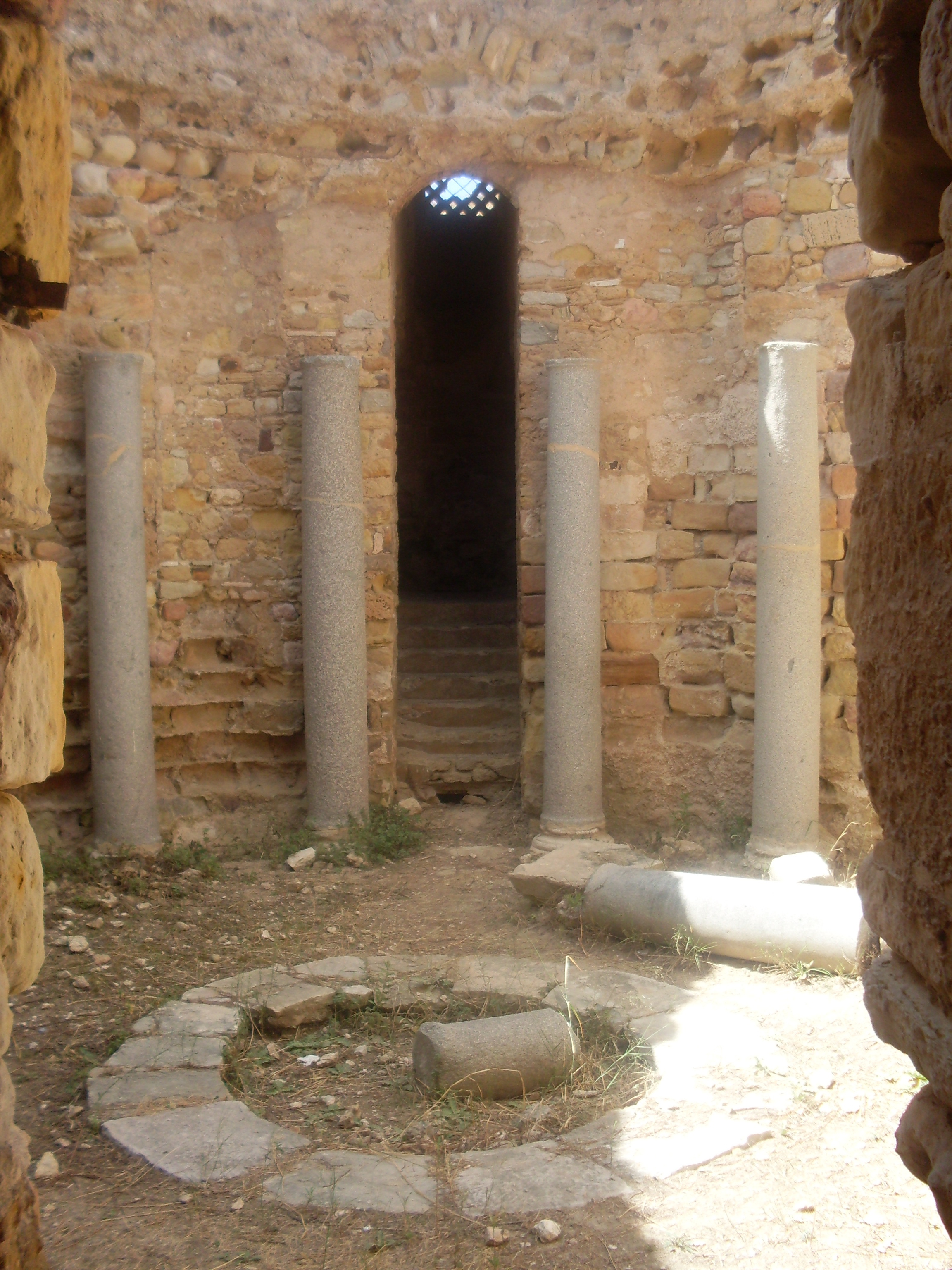
Rotonde située à proximité de la basilique.

### Généralités
Le complexe reste incomplètement fouillé au début des années 1990. La surface connue du complexe en est cependant de 15 000 m2 dont 2 925 m2 pour le quadratum populi.
Les recherches archéologiques qui ont eu lieu afin de trouver tombeaux et inscriptions paléochrétiennes ont dépouillé le monument de la majeure partie de son matériel, ce qui explique pourquoi ses vestiges actuels ne sont guère impressionnants. Des milliers de sépultures ont été retrouvées tant dans l'atrium que dans la basilique stricto sensu. Le complexe, outre la fonction funéraire liée à des sépultures saintes, semble avoir été le lieu de fêtes religieuses importantes liées à ses martyrs, voire l'un des lieux de pèlerinage les plus importants de toute l'Afrique du Nord.
Le congrès eucharistique de 1930 concourt à en brouiller la lecture par l'ajout de moignons de colonnes. Nombre de photographies réalisées durant le premier tiers du XXe siècle, avant ces restaurations intempestives, ont toutefois été conservées.
Immense édifice au départ (mesurant 65 mètres sur 45 avec neuf nefs et onze travées pour l'espace central), le site se compose, outre la basilique, d'un baptistère et d'un ensemble pouvant avoir abrité des moines (ou des religieuses selon Delattre). Dans son dernier état, le monument est très réduit, avec trois nefs et cinq travées uniquement, ce qui dénote une forte dégradation.

### Plan

#### Atrium et portique
Au nord-est de la basilique se trouve un atrium semi-circulaire avec un portique entouré d'une galerie couverte. Sur son extrémité se situe une chapelle funéraire en forme de trèfle, peut-être un martyrium dédié aux martyrs des IIe-IIIe siècles. Delattre pense que les murs étaient revêtus de mosaïques et que chaque absidiole comportait un sarcophage. Cette chapelle a abrité une tombe dont peu d'éléments subsistent. Ces deux premiers éléments forment un ensemble homogène selon Noël Duval, ce qui semble écarter l'hypothèse originelle d'une chapelle tréflée primitive. Au milieu de la cour avec portique se trouvait une fontaine octogonale qui a servi aux ablutions.

#### Basilique

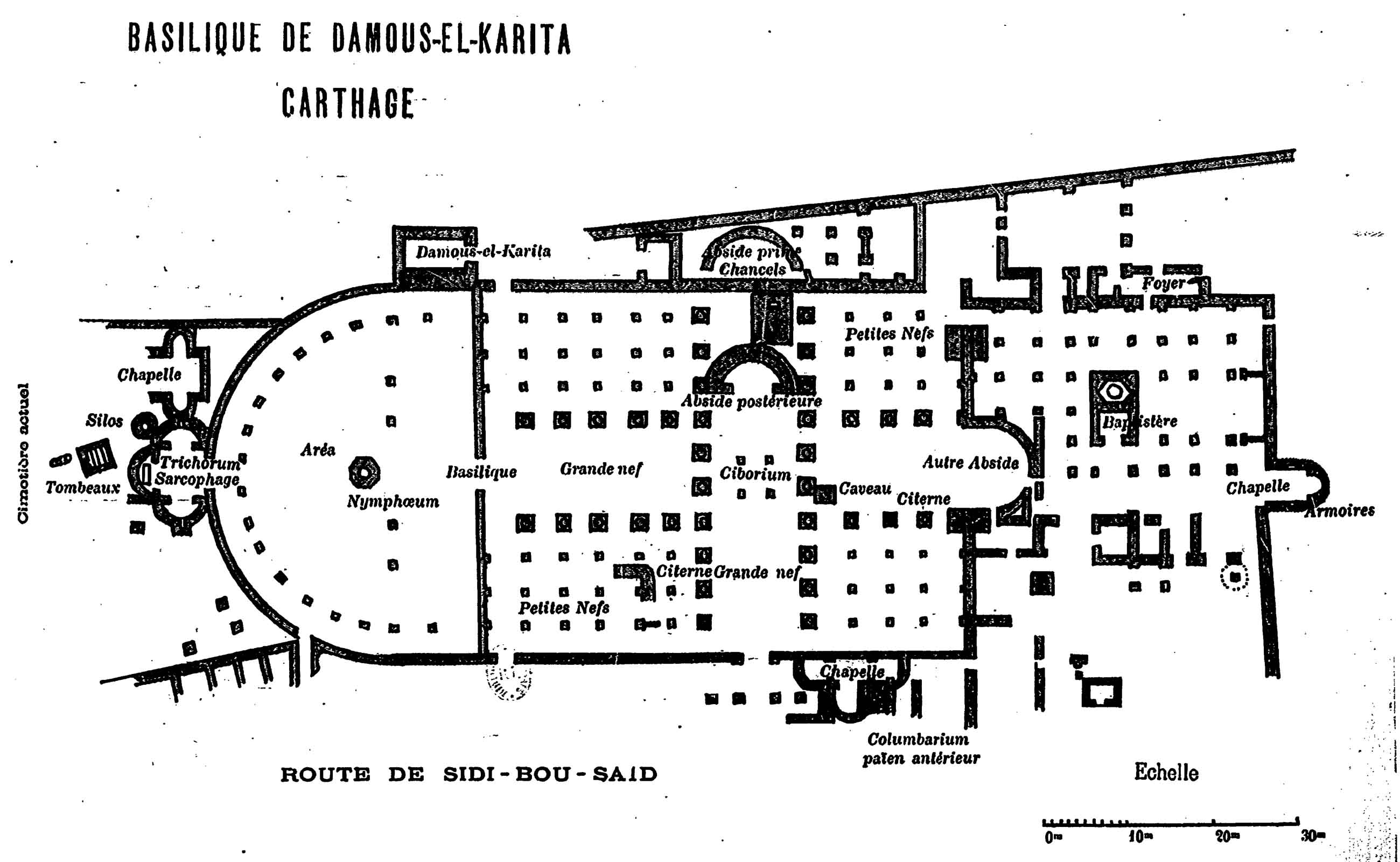
Plan dressé par le père Delattre en 1892.

L'élément le plus massif du complexe est une église à neuf (puis onze) nefs, dont la plus large mesure 12,80 mètres et onze travées dont les piliers sont à chapiteaux corinthiens, les fûts des colonnes en marbre vert et les chapiteaux et bases en marbre blanc. Le bâtiment principal, orienté sud-ouest - nord-est mesure 65 mètres sur 45 ; il a été remanié même si les travaux du XXe siècle en brouillent la lecture. Duval considère que les fondations orientées nord-est - sud-ouest appartiennent à une étape tardive du bâtiment. Au centre de l'église se trouvaient l'autel et un ciborium ; le père Delattre note que les autels en Afrique étaient souvent en bois. Les autels en Afrique étaient souvent situés au milieu de la foule des fidèles — avec des reliques situées à leur base — et encadrés par une enceinte. Cet aménagement n'a pas été mis en évidence à Damous El Karita du fait des fouilles destinées à recueillir du matériel archéologique. Les nombreuses sépultures qui y ont été dégagées semblent confirmer la présence de reliques, tout comme les éléments du complexe ayant pu commémorer des saints.
Les inhumations ad sanctus ont conduit à la naissance des mosaïques funéraires retrouvées en grand nombre en Afrique. La couverture de la croisée des deux plus grandes nefs est indéterminée : Stéphane Gsell a pensé à une coupole mais une charpente avec lanterneau n'est pas exclue selon Noël Duval. Au centre de l'édifice, il semble y avoir eu une coupole comme dans d'autres édifices à Mcidfa, Bulla Regia, Sbeïtla ou Leptis Magna.
Les archéologues ont retrouvé deux absides au sud-ouest et au sud-est, une troisième ayant été construite ultérieurement au sud-est, bâties dans des matériaux qualifiés de mauvais par Delattre. La principale abside, celle du sud-ouest, est bâtie dans la septième travée. L'une des absides était encore ornée de mosaïques avec des vases et des fleurs entre autres ornements.

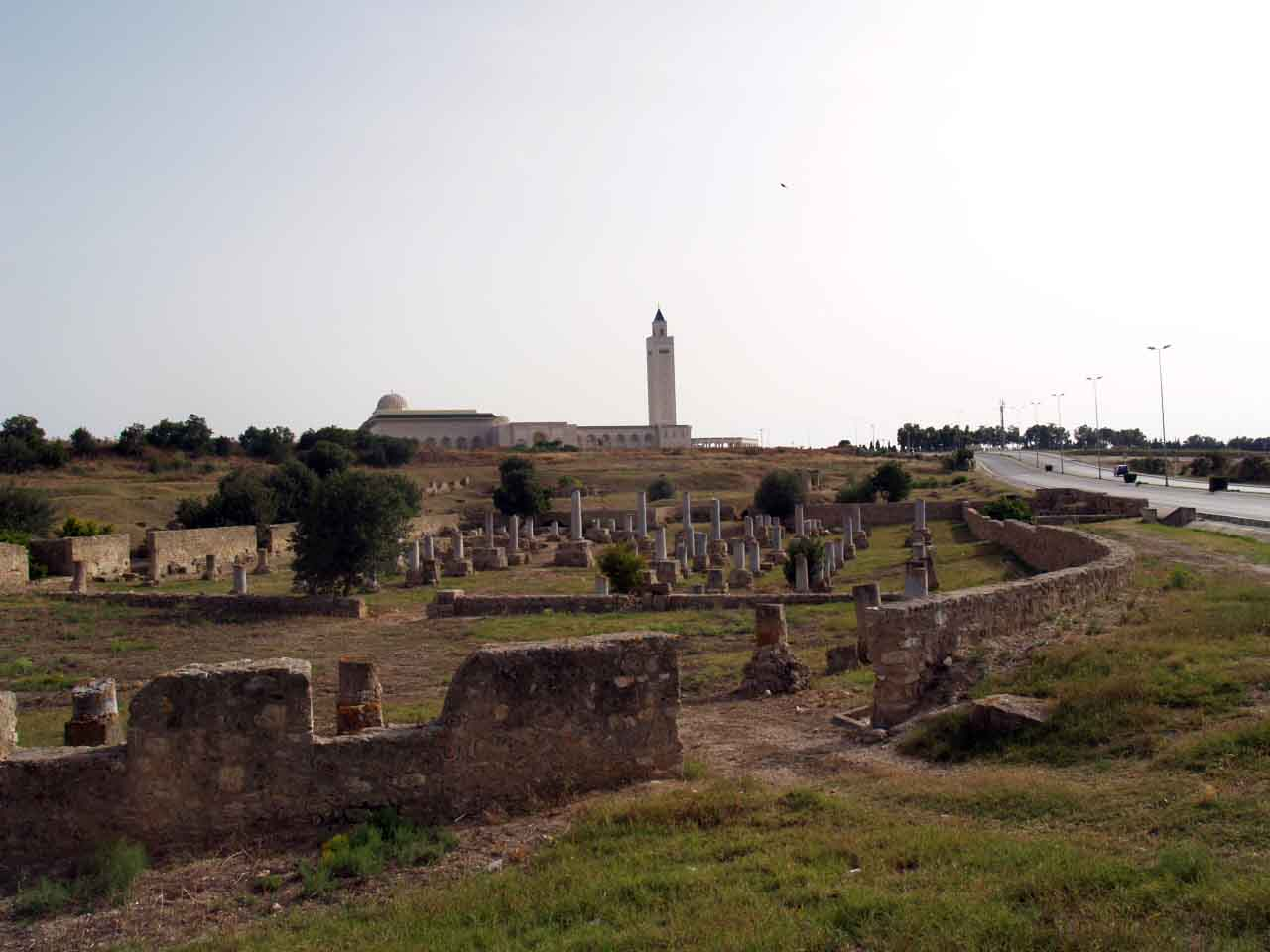
Basilique vue du côté de l'atrium semi-circulaire avec à l'arrière-plan la mosquée Mâlik ibn Anas.

Le mur sud-est est bordé par des chambres, des chapelles et des hypogées. Au sud se trouve une seconde église plus petite (35,75 mètres sur 24,55) avec un baptistère carré à cuve hexagonale en marbre vert, très mal conservé, même si Delattre signale trois degrés sur ses côtés ; ce baptistère est inclus dans les fondations des colonnades. À partir du Ve siècle, tout desservant du culte a pu administrer le baptême alors qu'auparavant cette cérémonie était réservée à l'évêque.
À l'ouest se situent des chapelles à des fins liturgiques et une salle hypostyle avec sur ses côtés des cellules et des chapelles où les archéologues ont retrouvé des mosaïques funéraires et des sarcophages. Dans l'espace appelé armoires étaient conservés selon Delattre les huiles, les vases et les linges nécessaires lors des baptêmes. Delattre a aussi signalé sur le côté occidental un caveau voûté avec arcosolium d'une hauteur et d'une longueur supérieure à trois mètres. La cella possédait un décor simple de mosaïque blanche et cinq arcosolia ayant abrité des sépultures. Les fouilles ont livré des sépultures dont l'une contenait du fil d'or et un début d'étude anthropométrique a été mené sur deux squelettes.
Les cellæ qui appartenaient au complexe basilical avaient un usage divers : logement des employés du complexe ou stockage de livres ou du matériel selon Delattre. Les sacristies avaient selon Noël Duval des affectations variées : stockage de matériel, préparation des membres du clergé ou des actes religieux. Entre la grande église et la rotonde, un édifice assure l'unité du complexe ; les travaux récents ont confirmé qu'il s'agissait d'un secretarium ayant abrité des conciles connus par les textes au début du Ve siècle.

#### Rotonde

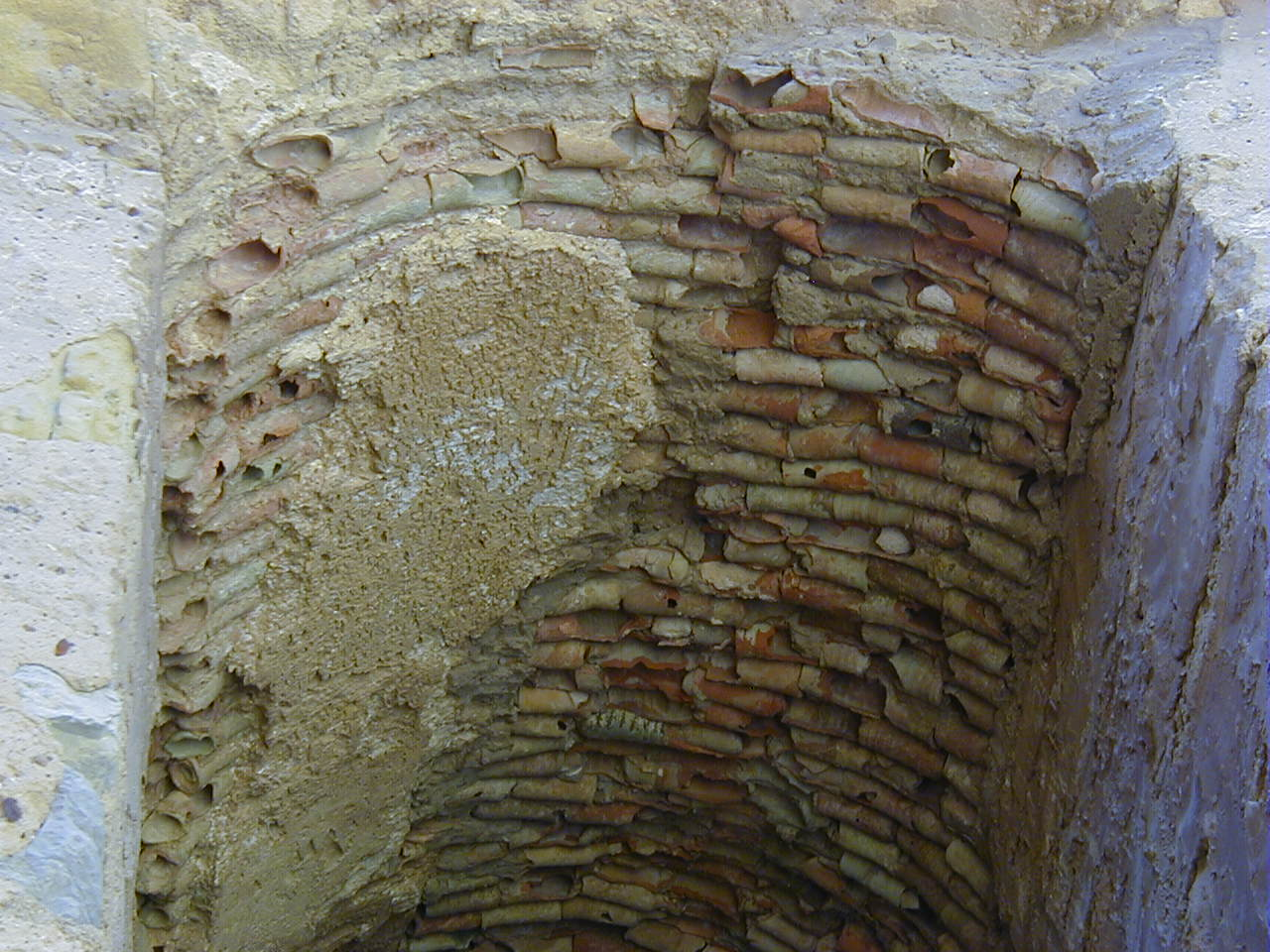
Tubes de terre cuite dans l'un des couloirs d'accès à la rotonde souterraine.

L'élément le plus important des annexes connues est localisé au sud-ouest : il s'agit d'une rotonde souterraine de 9,15 mètres de diamètre intérieur avec une coupole. Deux escaliers symétriques, voûtés et en équerre permettent d'y accéder ; le plafond est encore partiellement recouvert de tubes de terre cuite. Le corridor est long de 10,40 mètres et forme un angle avant d'accéder à la salle souterraine. Un corridor permettait d'entrer et l'autre de sortir selon Delattre, celui-ci se basant sur l'interprétation d'une mosaïque retrouvée.

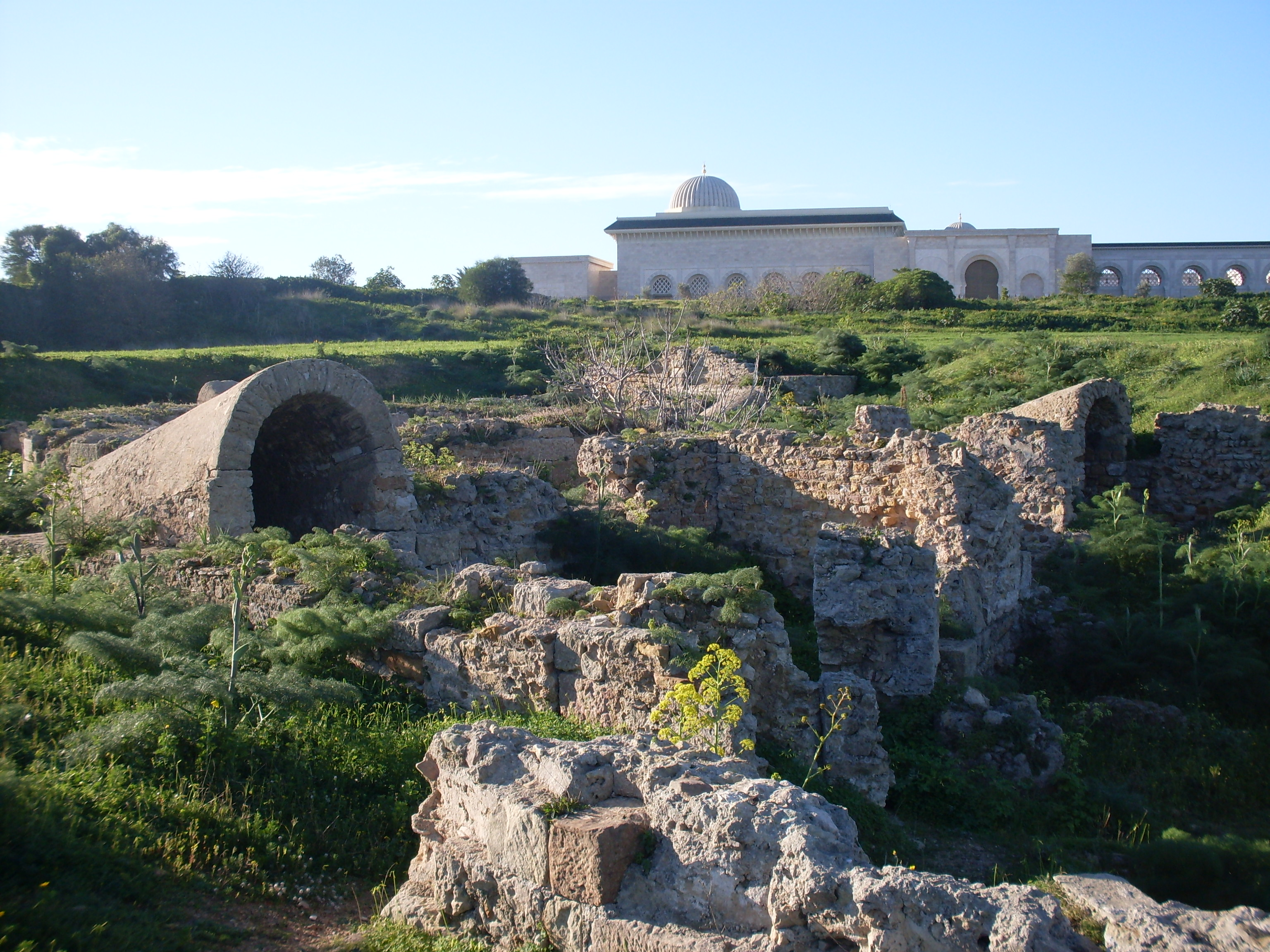
Niveau supérieur de la rotonde avec l'accès aux escaliers.

La crypte contenait seize colonnes de marbre rose, hautes de 3,45 mètres et distantes l'une de l'autre de 1,60 mètre, ainsi que des niches. Une seule colonne était intacte, les autres ayant été redressées par l'équipe de fouille. Des chapiteaux de l'époque de Théodose ont été retrouvés dans le monument et déposés au musée Lavigerie. Ils étaient décorés d'aigles ou de béliers et alternaient avec des niches. Le sol portait une mosaïque en mauvais état et un stylobate de deux mètres de diamètre ayant peut-être comporté des colonnes.
Les dalles en sont larges de soixante centimètres. L'étage supérieur comportait une tholos avec un déambulatoire. Une colonnade périptère aurait été remplacée par un massif quadrangulaire. Les fouilles du secteur sont incomplètes et Duval cite également une exèdre de 25 mètres de diamètre située à proximité et des éléments retrouvés de l'autre côté de la route, dont la continuité pourrait laisser penser à une basilique en liaison avec un mausolée.
La rotonde aurait été dans ce cas le chevet de l'édifice basilical. La fonction de la construction n'est pas connue avec certitude, Delattre pensant y voir un baptistère transformé en chapelle à une époque ultérieure. Colette Picard évoque soit un baptistère soit un tombeau. Stephen Boyadjiev, à l'issue de son étude de 1973-1974, parle d'un baptistère monumental pourvu d'un portique. Noël Duval pour sa part cite une conduite d'eau mise en valeur par Alexandre Lézine, pouvant étayer une fonction de baptistère mais considère finalement dans le même article un « tombeau de martyr ou de saint, organisé pour les pèlerinages et à côté duquel aurait été construite une basilique funéraire ». Les travaux de l'équipe de 1996-1997 confirment cette interprétation. Le saint auquel été voué le martyrium n'est pas identifié par Noël Duval mais l'édifice est un « dispositif de pèlerinage » selon l'interprétation la plus vraisemblable des vestiges. L'organisation des lieux était destinée à rendre plus aisée le mouvement des pèlerins. Yann Le Bohec évoque pour le monument une construction vers 400 et une fonction de memoria.

#### Ouvrages sur le complexe basilical
- Stephen Boyadjiev, « La rotonde souterraine de Damous El Karita », Atti del IX Congresso di archeologia cristiana, vol. II « Communicazioni su scoperte inedite »,‎ 1978, p. 117-131.
- Alfred Louis Delattre, Archéologie chrétienne de Carthage : fouilles de la basilique de Damous-El-Karita (1884), Lyon, Bureaux des missions catholiques, 1886, 67 p.
- Alfred Louis Delattre, La Basilique de Damous El-Karita à Carthage, Constantine, Adolphe Braham, 1892, 17 p. (lire en ligne). .
- Alfred Louis Delattre, « Les dépendances de la Basilique de Damous-el-Karita à Carthage », CRAI, vol. 55, no 7,‎ 1911, p. 566-583 (lire en ligne, consulté le 24 décembre 2023). .
- Alfred Louis Delattre, « Les fouilles de Damous-el-Karita », CRAI, vol. 56, no 6,‎ 1912, p. 460-476 (lire en ligne, consulté le 24 décembre 2023). .
- (de) Heimo Dolenz, Damous-el-Karita : die österreichisch-tunesischen Ausgrabungen der Jahre 1996 und 1997 im Saalbau und der Memoria des Pilgerheiligtumes Damous-el-Karita in Karthago, Vienne, Österreichisches Archäologisches Institut, 2001, 260 p. (ISBN 3-900305-32-3, lire en ligne).
- (en) Heimo Dolenz, « Two annex buildings to the Basilica Damous-el-Karita in Carthage: A summary of the excavations in 1996 and 1997 », Antiquités africaines, no 36,‎ 2000, p. 147-159 (ISSN 0066-4871, lire en ligne, consulté le 24 décembre 2023).

#### Ouvrages généraux
- François Baratte, Fathi Béjaoui, Noël Duval, Sarah Berraho, Isabelle Gui et Hélène Jacquest, Basiliques chrétiennes d'Afrique du Nord, vol. II : Monuments de la Tunisie, Bordeaux, Ausonius, coll. « Inventaire des monuments de la Tunisie », 2014, 463 p. (ISBN 978-2356131188).
- Azedine Beschaouch, La légende de Carthage, Paris, Gallimard, coll. « Découvertes Gallimard / Archéologie » (no 172) », 1993, 176 p. (ISBN 978-2070532124). .
- Claude Briand-Ponsart et Christophe Hugoniot, L'Afrique romaine : de l'Atlantique à la Tripolitaine, 146 av. J.-C. - 533 apr. J.-C., Paris, Armand Colin, 2005, 569 p. (ISBN 978-2200268381).
- Paul Corbier et Marc Griesheimer, L'Afrique romaine : 146 av. J.-C. - 439 apr. J.-C., Paris, Ellipses, 2005, 432 p. (ISBN 978-2729824419). .
- Noël Duval, « Basilique chrétienne africaine », dans Gabriel Camps (dir.), Encyclopédie berbère, vol. 9 : Baal – Ben Yasla, Aix-en-Provence, Édisud, 1991 (ISBN 2-85744-509-1, lire en ligne), p. 1371-1377 .
- Noël Duval, « Carthage », dans Gabriel Camps (dir.), Encyclopédie berbère, vol. 12 : Capsa – Cheval, Aix-en-Provence, Édisud, 1993 (ISBN 2-85744-581-4, lire en ligne), p. 1780-1811 .
- Noël Duval, « Études d'architecture chrétienne nord-africaine », Mélanges de l'École française de Rome. Antiquité, vol. 84, no 2,‎ 1972, p. 1071-1172 (lire en ligne, consulté le 24 décembre 2023). .
- Abdelmajid Ennabli et Alain Rebourg, Carthage : le site archéologique, Tunis, Cérès, 1993, 91 p. (ISBN 978-9973700834). .
- Liliane Ennabli, Carthage, une métropole chrétienne du IVe à la fin du VIIe siècle, Paris, CNRS Éditions, 1997, 176 p. (ISBN 978-2271054029).
- André Laronde et Jean-Claude Golvin, L'Afrique antique, Paris, Taillandier, 2001, 223 p. (ISBN 978-2235023139). .
- Yann Le Bohec, Histoire de l'Afrique romaine, Paris, Picard, 2005, 282 p. (ISBN 978-2708407510). .
- Colette Picard, Carthage, Paris, Les Belles Lettres, 1951, 101 p. .
- J. Vaultrin, Les basiliques chrétiennes de Carthage : étude d'archéologie et d'histoire, Alger, Société historique algérienne, 1930, 179 p.
- Collectif, Pour sauver Carthage : exploration et conservation de la cité punique, romaine et byzantine, Paris/Tunis, Unesco/INAA, 1992 (ISBN 92-3-202782-8). .